# ジョン・グリーヴス
ジョン・グリーヴス（John Greaves、1950年2月23日 - ）は、ヘンリー・カウのメンバーを務め、ピーター・ブレグヴァドとコラボレーションを行ってきたイギリスのベーシストにして作曲家である。ナショナル・ヘルス、ソフト・ヒープのメンバーも務め、『アクシデント』（1982年）、『パロット・ファッションズ』（1984年）、『ケアテイカー』（2001年）、『Greaves Verlaine』（2008年）などのソロ・アルバムの数々をレコーディングしている。

## 略歴
グリーヴスはプレタティンで生まれ、ウェールズ北東部のレクサムで育った。12歳の時、ウェールズにあるダンスホールのバンドリーダーである父親からベースを与えられ、半年も経たずに父親のオーケストラで演奏していた。オーケストラでは4年間演奏を続け、その間に、そのさまざまな音楽スタイルがグリーヴスにミュージシャンや編曲家としての貴重なスキルを与えてくれたという。1961年から1968年まで、レクサムのグローヴ・パーク・グラマー・スクールで教育を受けた。
1968年、グリーヴスは英文学を勉強するためにケンブリッジにあるペンブルック・カレッジに入学し、1969年にケンブリッジで急成長しているイングランドのアヴァン・ロック・グループ、ヘンリー・カウのメンバーと出会った。バンドは前年にケンブリッジの学生仲間であったフレッド・フリスとティム・ホジキンソンによって結成されたが、その時点までに多くのメンバー・チェンジを経験していた。彼らはベーシストを探しており、数か月の説得を経て、1969年10月にグリーヴスもバンドに参加することとなった。バンドと自分の研究の時間を行ったり来たりしながら、グリーヴスは1971年に文学修士号を取得した。1971年の終わりまでに、ヘンリー・カウは、フリス、ホジキンソン、グリーヴス、クリス・カトラーという長年にわたるコア・メンバーに落ち着いた。グリーヴスは1976年3月までバンドに在籍し、彼ら（多くのコンサートでサウンドミックスを行った妻のサラを含む）と一緒にヨーロッパを広範囲にわたってツアーし、5枚のアルバム（スラップ・ハッピーとの2枚を含む）に参加した。グリーヴスはまた、2枚目のアルバム『不安』（1974年）に録音された「Half Asleep; Half Awake」など、バンドのレパートリーにいくつかの作曲を提供した。1973年11月、グリーヴス（およびヘンリー・カウの他のメンバー）は、BBCのために行われたマイク・オールドフィールドによる「チューブラー・ベルズ」のスタジオ・ライブ・パフォーマンスに参加した。
グリーヴスはヘンリー・カウを脱退し、ニューヨークでスラップ・ハッピーのピーター・ブレグヴァドとプロジェクト「キュー・ローン」に取り組んだ。グリーヴスは、1974年11月から1975年4月にかけてヘンリー・カウとスラップ・ハッピーが短期間合併した際にブレグヴァドと出会い、協力するようになった。2人の最初のコラボレーションである「Bad Alchemy」は、2つのバンドの共同アルバム『悲しみのヨーロッパ』に収録された。『キュー・ローン』は、全曲グリーヴスが作曲し、ブレグヴァドが歌詞を書いた連作歌曲だった。グリーヴスはベースに加えて、キーボードを弾き、歌っている。このアルバムは1977年にリリースされ、グリーヴス、ブレグヴァド、リードボーカルのリサ・ハーマンがクレジットされた。批評家からも好評となり、オールミュージックは「残念ながら無視されていた1970年代のプログレッシブ・ロックの傑作…」と解説した。また、ロバート・ワイアットが「最初の1枚が磨り減った場合に備えてね!」と本作のレコードを2枚購入したと伝えられている。
キュー・ローンの後、グリーヴスはイギリスに戻り、作曲家、編曲家、俳優として演劇で働いた。1978年初めにはナショナル・ヘルスへ参加し、1980年にバンドが解散するまで彼らと一緒に過ごした。彼はバンドと一緒にツアーを行い、アルバム『オブ・キューズ・アンド・キュアーズ』に参加し、インストゥルメンタルの力作「Squarer for Maud」を書き、後の再結成アルバム『D.S.アル・コーダ』（1982年）やアーカイブ・リリースである『プレイタイム』でもその演奏を聴くことができる。この間（1979年-1988年）に、ソフト・マシーンのエルトン・ディーン、ナショナル・ヘルスのピップ・パイル、異端のギタリストであるマーク・ヒウィンズと共にフリー・インプロヴィゼーションのグループ、ソフト・ヒープとしてパフォーマンスを行っている。
1980年代初頭、グリーヴスは一連のソロ・プロジェクトやコラボレーションを開始した。フランスとアメリカの独立レーベル「Europa Records」との契約を得た後、彼は1981年から1982年にパリで最初のソロ・アルバム『アクシデント』をレコーディングした。1984年からフランスに永住し、フランソワ・オヴィド（ギター、トロンボーン）、アクサク・マブールのデニス・ヴァン・ヘッケ（チェロ）、元ゴングのミレイユ・バウアー（スタンドアップ・ドラム、パーカッション）、ブレグヴァドの兄弟であるクリストファー・ブレグヴァド（バック・ボーカル）とツアー・バンドを結成した。このラインナップによる音楽は、グリーヴスのセカンド・ソロ・アルバム『パロット・ファッションズ』（1984年）でも聴くことができる。この間、彼はペンギン・カフェ・オーケストラやマイケル・ナイマン・バンドでもレコーディングやツアーを行っている。1987年にアルバム『スメル・オブ・ア・フレンド』を制作したザ・ロッジというプロジェクト（クリストファー・ブレグヴァド、ジャッコ・ジャクジク、アントン・フィアーと一緒に）でピーター・ブレグヴァドと再会した（ただし、ライブでの演奏は2、3回しか試みられなかった）。
次のアルバム、1991年の『リトル・ボトル・オブ・ランドリー』のために、グリーヴスはギターにはオヴィドによる献身を維持しつつ、ドラムに彼の古い仲間であるピップ・パイルを、ピアノに後者の当時のパートナーであったソフィア・ドマンシッチをメンバーとして追加した。続く数年で、彼の音楽はよりアコースティックな味わいを持つものとなり、グリーヴスは最終的にドマンシッチ、オヴィド（当時はアコースティックギターのみ）、コントラバス奏者のポール・ロジャースからなるドラムレスのラインナップに落ち着いた。その結果、1995年のアルバム『ソングス』は、主に彼の過去につくり出したさまざまな曲のアコースティック・アレンジによって構成され、『キュー・ローン』に回帰した。ロバート・ワイアット、オペラ歌手のスーザン・ベリング、クリストファー・ブレグヴァド、フランスのバラエティ歌手のカロリーヌ・ローブといったシンガーにスポットライトを当て、グリーヴス自身は「The Green Fuse」（ディラン・トマスの詩に基づく）1曲でリードボーカルを扱っただけとなった。1990年代、グリーヴスは、フライング・リザーズのデヴィッド・カニンガムとの1回限りのコラボレーションによる1991年のアルバム『グリーヴス、カニンガム』、1995年のピーター・ブレグヴァドとのアルバム『Unearthed』にも着手した。彼はまた、ブレグヴァドが率いる自身のトリオでドラムのクリス・カトラーと一緒にベース等を演奏し、2枚のスタジオ・アルバムをレコーディングした。
2000年代初頭、グリーヴスは2つの対照的なバンドに時間を割くことを選んだ。ギターのフランソワ・オヴィド（後にパトリス・メイヤー、ジェフ・モーリンに交代）、ドラムのマヌ・デニゼットとの「Roxongs」という名前のエレクトリック・トリオの音楽は、2001年のアルバム『ケアテイカー』で聴ける。ピアノにソフィア・ドマンシッチ、チェロにヴァンサン・クルトワを迎えたアコースティック・バンド「Jazzsongs」というトリオは、2003年の『The Trouble With Happiness』で聴くことができ、再び新旧の曲がミックスされたアルバムとなったが、今回はグリーヴス自身が全曲を歌っている。
もともとは絶賛されたアルバム『ソングス』のフォローアップとして企画されていたのだが、2004年のアルバム『Chansons』はグリーヴスが作詞家のクリストフ・グロックナーとボーカリストのエリーゼ・キャロンと組んで、ロバート・ワイアットとルイ・スクラヴィスのゲスト参加を含む、主にアコースティックな楽器を踏まえたまったく新しい曲のコレクションとなった。
同じ時期に、グリーヴスはボーカリストとしてフィーチャーされ、多くのプロジェクトに登場した。サックス奏者のジュリアン・ルロの絶賛されたアルバム『ファイア&フォゲット』（2005年）の2曲や、ソフィア・ドマンシッチの『Snakes and Ladders』（2010年）の数曲でヒミコ・パガノッティやロバート・ワイアットとマイクを共有し、アラン・ブレージングのアルバム『Songs From The Beginning』プロジェクトにてキング・クリムゾン、ソフト・マシーン、ヘンリー・カウ、ハットフィールド・アンド・ザ・ノースなどによる1970年代プログレッシブ・ロックのクラシック・ナンバー全曲をボーカルとして歌い、フランスのクラリネット奏者キャサリン・ドロネーがマルコム・ロウリーのテキストに基づいて製作したアルバム『Sois Patient Car Le Loup』（2011年）、ポスト・イメージという、フュージョン・グループの25周年を祝う特別プロジェクトのアルバム『In a English Garden』（2012年）に参加している。ダニエル・イヴァネックが率いるオーケストラ・ナショナル・デ・ジャズのロバート・ワイアットへのトリビュートに2曲で参加したグリーヴスは、2011年1月にパリの伝説的なシャトレ座でONJの前に立ち、ビリー・ホリデイの曲をソロまたはサンドラ・ヌカケと一緒に歌い、生涯の夢を実現した。
2000年代半ばから、グリーヴスの重要なテーマとなったのは、フランスの詩人ポール・ヴェルレーヌ（1844年–1896年）を中心に据えた一連のプロジェクトであった。これは、2008年のアルバム『Greaves Verlaine』から始まり、フランスのマルチメディア集団「Les Recycleurs de Bruits」と協力して考案された、明らかに非レトロな美学を備えたヴェルレーヌの詩の自身によるセッティングとなっている。彼の「Roxongs」におけるバンドメイトに加え、アルバムでは定期的なコラボレーターのジャンヌ・アデッド（ボーカル）とスコット・テイラー（アコーディオン、トランペット）、そしてカレン・マントラ―とドミニク・ピファレリがフィーチャーされていた。このリリースを宣伝するコンサートでは、アコーディオンのテイラーからフル・エレクトリック・セプテットまで、さまざまなラインナップと共にグリーヴスが登場した。アルバム『Greaves Verlaine 2』は、2011年に日の目を見るが、プロモーションが存在しなかったため、ほとんどメディアの注目を受けなかった。代わりに、グリーヴスはさらに別のヴェルレーヌのプロジェクトに着手し、今回はエマニュエル・タニーによるオリジナルの台本を元に作曲した。『Verlaine, Les Airs』で、グリーヴスはフランスのボーカリストであるエリーゼ・キャロン、ジャンヌ・アデッド、トーマス・ド・プークエリのトリオとチームを組んだ。この作品は、2012年12月にル・トリトンで初演され、その後、オルレアン・ジャズ・フェスティバルとレ・サーブル・ドロンヌでライブ演奏され、2015年4月にブルーノ・ルトゥールのシグネチャー・レーベルからスタジオ・アルバムがリリースされた。
2018年には、ジーナ・パーキンス、ジャッコ・ジャクジク、アニー・バルバッザらをゲストに迎えたアルバム『ライフ・サイズ』をリリースしている。

## 私生活
ジョン・グリーヴスは現在、アーティストのローラ・バクストンとその2人の娘、アイルサ・グレースとミリーと一緒にパリで暮らしている。彼にはまた、最初の結婚で得た息子のベンがいる。

## ディスコグラフィ

### リーダー・アルバム
- 『キュー・ローン』 - Kew. Rhone. (1977年、Virgin) ※with ピーター・ブレグヴァド、リサ・ハーマン
- 『アクシデント』 - Accident (1982年、Europa)
- 『パロット・ファッションズ』 - Parrot Fashions (1984年、Europa)
- 『リトル・ボトル・オブ・ランドリー』 - La Petite Bouteille de Linge (1991年、La Lichère)
- 『グリーヴス、カニンガム』 - greaves, cunningham (1991年、Eva) ※with デヴィッド・カニンガム
- Unearthed (1995年、Sub Rosa) ※with ピーター・ブレグヴァド
- 『ソングス』 - Songs (1995年、Resurgence)
- 『ロコ・ソロ』 - Loco Solo: Live In Tokyo (2001年、Locus Solus)
- 『ケアテイカー』 - The Caretaker (2001年、Blueprint)
- 『オン・ザ・ストリート・ホエア・ユー・リヴ』 - On the Street Where You Live (2001年、Blueprint) ※with マルセル・バロ、パトリス・メイヤー
- The Trouble With Happiness (2003年、Harmonia Mundi)
- Chansons (2004年、Harmonia Mundi) ※with エリーゼ・キャロン
- Tambien 1–7 (2005年、Resurgence)
- Greaves Verlaine (2008年、ZigZag Territoires/Harmonia Mundi)
- Greaves Verlaine 2 (2012年、Cristal/Harmonia Mundi)
- Verlaine Gisant (2015年、Signature/France Musique)
- Piacenza (2015年、Dark Companion)
- 『ライフ・サイズ』 - Life Size (2018年、Manticore)
- Passage Du Nord Ouest (2020年、Dark Companion)
- Zones (2022年、Signature))
- Earthly Powers (2023年、Dark Companion) ※with アニー・バルバッザ
- Timelines (2024年、Signature))

### 参加バンド
ヘンリー・カウ
- 『伝説』 - Legend (1973年、Virgin)
- 『不安』 - Unrest (1974年、Virgin)
- 『悲しみのヨーロッパ』 - Desperate Straights (1975年、Virgin) ※スラップ・ハッピーとのコラボレーション。連名で発表。
- 『傾向賛美』 - In Praise of Learning (1975年、Virgin) ※スラップ・ハッピーとのコラボレーション
- 『コンサーツ』 - Concerts (1976年、Compendium/Caroline) ※ライブ
- The 40th Anniversary Henry Cow Box Set (2009年、Recommended) ※コンピレーション
- The Henry Cow Box Redux: The Complete Henry Cow (2019年、Recommended) ※コンピレーション

ザ・ロッジ
- 『スメル・オブ・ア・フレンド』 - Smell of a Friend (1987年、Antilles)

ナショナル・ヘルス
- 『オブ・キューズ・アンド・キュアーズ』 - Of Queues And Cures (1978年、Charly)
- 『D.S.アル・コーダ』 - D.S. Al Coda (1982年、Europa)
- 『プレイタイム』 - Playtime (2001年、Cuneiform) ※1979年ライブ録音

ジョン・グリーヴス、ピップ・パイル、Philippe Marcel Iung
- 『ザ・ピッグ・パート・プロジェクト』 - The Pig Part (2001年、Blueprint)

### 参加アルバム
ピーター・ブレグヴァド
- The Naked Shakespeare (1983年、Virgin)
- Knights Like This (1985年、Virgin)
- 『ダウンタイム』 - Downtime (1988年、Recommended)
- 『ジャスト・ウォーク・アップ』 - Just Woke Up (1995年、Recommended)
- 『ハングマンズ・ヒル』 - Hangman's Hill (1998年、Recommended)

キャサリン・ドロネー
- Sois Patient Car Le Loup (2011年、Les Neuf Filles de Zeus)

ソフィア・ドマンシッチ
- Funerals (1991年、Gimini Music)
- Snakes and Ladders (2010年、Cristal/Harmonia Mundi)

ミシェル・エデリン・クインテット

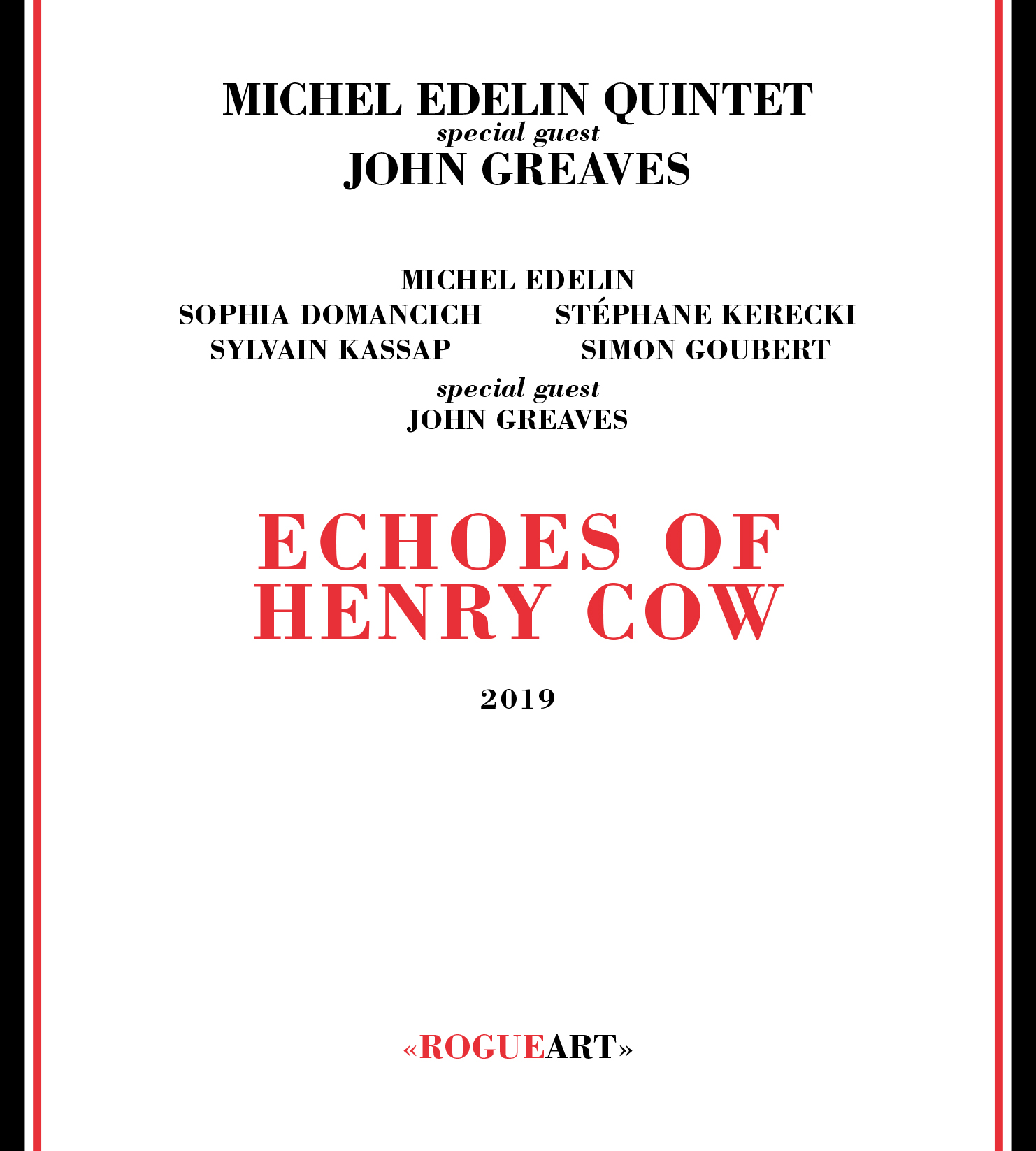
ミシェル・エデリン・クインテット・ウィズ・ジョン・グリーヴス『Echoes of Henry Cow』

- Echoes of Henry Cow (2019年、RogueArt)

ジュリアン・ルロ
- 『ファイア&フォゲット』 - Fire and Forget (2005年、Label Bleu)

マイケル・マントラー
- Live (1987年、Watt/ECM)
- The School of Understanding (1997年、Watt/ECM)

マイケル・ナイマン・バンド
- 『キス・アンド・アザー・ムーヴメンツ』 - The Kiss and Other Movements (1985年、EG)

ピップ・パイル
- 『セヴン・イヤー・イッチ』 - Seven Year Itch (1998年、Voiceprint)

ポスト・イメージ
- In an English Garden (2012年、Aqui Label Musique)
- Fragile (2017年、Cristal Records)

シルヴァン・ヴァノー
- Bethesda (2009年、Coopérative Music/Pias)

ロバート・ワイアット
- 『ルース・イズ・ストレンジャー・ザン・リチャード』 - Ruth Is Stranger Than Richard (1975年、Virgin)

Orchestre National de Jazz
- Around Robert Wyatt (2009年、Bee Jazz)

ノース・シー・レディオ・オーケストラ
- 『ソングス・フロム・ロック・ボトム』 - Folly Bololey (Songs From Robert Wyatt's Rock Bottom) (2019年、Dark Companion) ※with アニー・バルバッザ

Loïs Blanca, Eric Daniel, ヒミコ・パガノッティ
- Melancholia (2021年、Cezame Music Agency)

Emmanuel Tugny
- Les molécules fidèles (2021年、Martingale)

## 参照
- Cutler, Chris, ed. (2009) The Road: Volumes 1–5 (book from The 40th Anniversary Henry Cow Box Set) Recommended Records